# Datta
Datta (auch in den anglisierenden Schreibweisen Dutta und Dutt/Datt) ist ein indischer Familienname.
Bengalische Duttas (দত্ত, datta) gehören dem Kayastha-Clan an. Einige sind auch bengalische Vaid-Brahmanen und benutzen im Allgemeinen zusammengesetzte Nachnamen wie Duttagupta oder Duttasharma, aber auch einfach nur Dutta.
- Akshay Kumar Datta (1820–1886), Schriftsteller
- Amit Dutta (* 1977), indischer Filmemacher und Schriftsteller
- Anatol Dutta (* 1976), deutscher Rechtswissenschaftler
- Anjan Dutta (* 1953), Schauspieler, Regisseur, Musiker und Sänger
- Ashwini Kumar Datta (1856–1923), Freiheitskämpfer, nationalistischer Politiker (Swadeshi-Bewegung)
- Bhupendra Kumar Datta (1892–1979), Freiheitskämpfer
- Bibhutibhushan Datta (1888–1958), indischer Mathematikhistoriker
- Dulal Dutta (1925–2010), indischer Filmeditor
- Keshav Dutt (1925–2021), indischer Feldhockeyspieler
- Madhusree Dutta (* 1959), indische Filmemacherin, Autorin und Kuratorin
- Manmatha Nath Dutt (ca. 1865–1912), indischer Sanskritgelehrter und Übersetzer[1]
- Michael Madhusudan Dutt (1824–1873), Lyriker und Dramatiker
- Narendranath Dutta (1863–1902), vormonastischer Name von Swami Vivekananda
- Naresh Chandra Datta (1934–2018), indischer Ichthyologe und Ökologe
- Nikhil Dutta (* 1994), kanadischer Cricketspieler
- Robin Dutt (* 1965), deutscher Fußballtrainer, dessen Vater ein Inder aus Bengalen ist
- Romesh Chunder Dutt (1848–1909), Übersetzer des Mahabharata und des Ramayana, Schriftsteller, Kultur- und Wirtschaftshistoriker
- Satyendranath Dutta (1882–1922), Schriftsteller
- Sudhindranath Dutta (1901–1960), Autor
- Tanushree Dutta (* 1985), Schauspielerin und Miss India
- Toru Dutt (1856–1877), Autorin
- Utpal Dutt (1929–1993), Schauspieler

Punjabische Dutts (ਦਤਤਾ, dattā) sind ein Clan der Mohyal Brahmanen-Kaste. Nach dem Gotra-System sind sie Abkömmlinge des mythischen Rishi Bharadwaj.
- Divya Dutta (* 1977), Schauspielerin
- Lara Dutta (* 1978), Schauspielerin und Miss Universe
- Sanjay Dutt (* 1959), Schauspieler, Sohn von Nargis und Sunil Dutt
- Sunil Dutt (1929–2005), Schauspieler, Politiker, Ehemann von Nargis Dutt
- Nargis Dutt (1929–1981), Schauspielerin, Ehefrau von Sunil Dutt
- Nirupama Dutt (* 1955), Autorin und Journalistin
- Yogeshwar Dutt (* 1982), indischer Ringer

Andere Dutts (दत्त, datta) sind marathischer Herkunft oder sind angenommene Namen.
- Datta Dalvi, hindunationalistischer Politiker
- Geeta Dutt (1930–1972), Sängerin und Schauspielerin, Ehefrau von Guru Dutt
- Guru Dutt (1925–1964), Schauspieler, Regisseur und Produzent, Ehemann von Geeta Dutt
- Jyoti Prakash Dutta (* 1949), Filmregisseur und Produzent, Sohn von O. P. Dutta
- O. P. Dutta, Filmregisseur und Drehbuchautor, Vater von Jyoti Prakash Dutta

Sonstige
- Johann Philipp Datt (1654–1722), deutscher Rechtshistoriker